# Park Ki Young
Park Ki Young (født 28. juli 1977 i Incheon, Sydkorea) er en sydkoreansk gospel-sangerinde. Hun blev uddannet ved Seoul Institute of the Arts. Park Ki Young debuterede i 1998; Hun har udgivet 10 albums i årenes løb og medvirket på stribevis af original soundtracks.

## Karriere
Hun har vundet to nationale klaverkonkurrencer i sine folkeskoleår. Hun kom for første gang med i et band i sin gymnasietid, og i løbet af sin tid på college dage medvirkede hun i et band kaldet Blue Lane. Hun deltog i publikumskonkurrencen af KBS-radio "Kisu Rockboy" i 1994, i sit andet år i gymnasiet og vandt førstepræmien i slutningen af året og gik derefter sangervejen ved at blive introduceret til Kim Tae Ji.
Efter sin eksamen fra Seoul Nationale Universitet for Fine Kunster og Musik gjorde hun sin debut i musikverdenen med sin titelsang "I Remember" i 1998. Hun begyndte sin karriere som sanger/sangskriver med sine egne indspilninger fra sit andet album i 1999. Det andet album "Promise" solgte mere end 200.000 eksemplarer og sange som "Beginning" og "Last Love" blev hit-sange. 
Fra det tredje album år 2000 medvirkede hun både til at skrive og komponere samt arrangere og producere. Hun medtog alle de typer af rock, hun ønskede, så som hård rock, alternativ, moderne rock og rock and roll. Titelsangen "Blue Sky" på det tredje album "Private song" blev hendes første selvskrevne hit-sang. Park sagde i et interview, at hun ønskede at skrive en munter og lystig sang på det tidspunkt. Det fjerde album "Present 4 You", der blev udgivet i 2001, indeholder refleksions musik, som titelsangen "Walk" viser. Siden da er det 5. og 6. album blevet nomineret til "årets koreanske popmusikpriser." "Be Natural", det blev udgivet i 2004, indeholder titelsporet "Butterfly" og duetten "Mercy" sammen med Lee Seung Yeol fra Yu og Mi Bleu. På det 6. album "Bohemian", der blev udgivet i 2006, handler titelsangen "Because of You" om den smertefulde afsked. Fra det 6. album producerer hun hele albummet direkte. Det 7. album "Women Being", der blev udgivet i 2010, er varmere og mere stabilt end det 6. album. Titelsangen på det syvende album er "light".
I 2005 sang hun temasangen til instruktør Lee Myung Se's film "Detective Duelist". Sangen "Love Song", der afspejlede konfrontationen mellem Ha Ji Won og Kang Dong Won, blev genindspillet og optaget på OST-albummet "Detective Duelist" og en musikvideo blev ligeledes produceret. "Shadow and Love Song" er en duetsang, der kombinerer "Love Song" af Park Ki Young og "Shadow" af Lee Seung Yeol i et enkelt akkompagnement som en duet i "Detective Duelist", blev optaget på OST-pladen. I 2008 deltog hun som vokalist på Loveholics "Butterfly", der blev brugt som temasang for 2009-filmen "National Representative." I 2010 blev Lee Chang Dongs film "City" overført til musik, og "Song of Ahns "blev annonceret på MBC Korea Filmfestival. Lee Chang Dong brugte titlen på et digt af Yang Mi-ja (Yun Jeong-hee), som er hovedpersonen i slutningen af filmen "Poetry". Park forsøgte at formidle følelser fra film og poesi uden at udelade eller tilføje et bogstav i digtet, der blev brugt i filmen.
I foråret 2007 foretog hun en pilgrimsrejse til Camino de Santiago på 840 km over 33 dage, og i 2008 offentliggjorde hun rejsebeskrivelsen "Mrs. Park, hvorfor tog du til Santiago?" Hun skrev essays om femten temaer, herunder om hendes liv som musiker og hendes kærlighed i en omhyggeligt registreret dagbog i de 33 dage.
I 2008 udgav hun sit album "Acoustic + Best", i anledning af 10-års jubilæet for hendes debut. Park sagde, at hun ønskede at dele den gave af "helbredelse", som hun fik fra pilgrimsrejse til Santiago gennem dette album. Titelsangen "I see You" er en vidt anerkendt ballade, der maksimerer sorgens afsked uden at bruge ord relateret til sorg og farvel. Sammen med sangeren Horan sang hun en sang for alle elskende, hvis kærlighed ikke er tilladt.
Hun giftede sig i 2010 efter et skiftende kærlighedsforhold. Parret fik en datter to år senere.
I 2012 optrådte Park i "Opera Star 2012" på TVN og vandt titlen ved at synge "Ave Maria", "The Queen of the Night" og "My Name." Hun blev også rost for at være den bedste vokalist. Efter at have modtaget undervisning fra indenlandske og udenlandske vokalister, udgav hun sit klassiske crossover-album "A Primeira Festa" i oktober 2015 efter en lang forberedelse. I Sydkorea er der mange tilfælde, hvor klassiske vokalister har laver popmusikalske fremførelser (mest kendt er Jo Su-mi), men blandt popmusik-sangere er hun den første i Korea til at kombinere pop og klassisk musik. Det blev godt modtaget, og albummet "Nella Fantasia" og "Nella Fantasia" nåede toppen af de klassiske musiklister. Parks fulde album blev udgivet den 28. oktober via det international klassiske plademærke Sony Classical. "One Fine Day", som udkom forud som single den 12. oktober, toppede de klassiske musikoversigter.
I 2014 blev hun den første koreaner til at optræde sammen med guitaristen Lee Joon Ho, der havde afsluttet Liceo Conservatory Flamenco Guitar i Barcelona, Spanien. Han dannede også et akustisk band Acoustic Blanc med live forestillinger af mange sangere og indspilning med den talentfulde bassist Park Young Sin. Han udgav et minialbum "Acoustic Blanc Part.1" med en række musik, herunder folkemusik, jazz, vals og verdensmusik. I september optrådte han med MBC Chuseok special "Jeg er sanger 2014" med akustiske blanc medlemmer. Han optog Park Ki-youngs sang "Butterfly" og den japanske sanger Nakashima Mikas "Snow Flower". På det tidspunkt var Park Ki-young ellers optaget af arbejde i kombination med børnepasning. Under den akustiske prøveoptræden blev den 21 måneder gamle datter taget med på scenen.
Fra 2014 til 2016 har hun optrådt på KBS 2-TVs "My Lovely 2" og har udført forskellige arrangementer af musikalske stilarter som rock, jazz, blues, evangelisk musik, flamenco, tango, disko og opera. 

## Plader

### Albums
- 애상 (Aesang, One, 1997)[22]
- Promise (1999)[22]
- 혼잣말 (Monolog, 2000)[22]
- Present 4 You (2001)[22]
- Be Natural (2004)[22]
- Bohemian (2006)[22]
- Acoustic + Best (2008)[22]
- Woman Being (2010)[22]
- Christmas Love Letter (2011)[22][23]
- Because I Am Mother's Daughter (2012)[22]
- A Primeira Festa (2015)[24]

### Original Sound Tracks (OST)
- 달마야 놀자 OST (2001년)
- 바다의 전설 장보고 OST (2002년)
- 환생(NEXT) OST (2005년)
- 형사 OST (2005년)
- 웨딩 OST (2005년)
- 가을 소나기 OST (2005년)
- 게임의 여왕 OST (2006년)
- 6년째 연애중 OST (2008년)
- 천하일색 박정금 OST (2008년)
- 조강지처클럽 OST (2008년)
- 스포트라이트 OST (2008년)
- 홀로 남겨져 OST (2011년)
- 옥탑방 왕세자 OST (2012년)
- 관능의 법칙 OST (2014년)
- 여자의 비밀 OST (2016년)